# Aeroportul Internațional Istanbul Sabiha Gökçen
Aeroportul Internațional Istanbul Sabiha Gökçen (IATA: SAW, ICAO: LTFJ) este un aeroport din Pendik⁠(d), Provincia Istanbul, Turcia ce deservește zona Istanbul. Aeroportul a fost tranzitat în 2022 de 30.769.728 de pasageri. A fost deschis în 8 ianuarie 2001 și numit după Sabiha Gökçen⁠(d).
Situat la o altitudine de 95 m, aeroportul dispune de 1 pistă. Este operat de Malaysia Airports⁠(d).

## Infrastructură

### Piste
Aeroportul dispune de o singură pistă. Pista 6/24 are suprafața de beton și dimensiunile 3.000 m × 45 m. 